# Diable golut

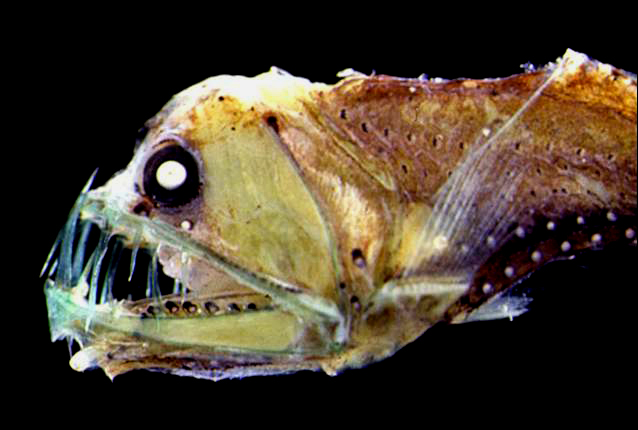
Exemplar trobat a l'Estret de Messina

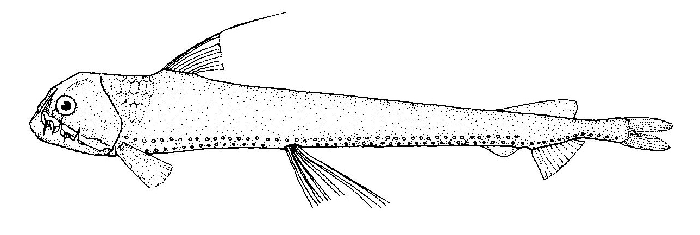
Il·lustració de Tony Ayling

El diable golut (Chauliodus sloani) és una espècie de peix de la família dels estòmids i de l'ordre dels estomiformes.

## Morfologia
- Els mascles poden assolir 35 cm de longitud total.[2][3]

## Reproducció
És ovípar.

## Alimentació
Menja peixos (principalment mictòfids) i crustacis.

## Depredadors
A Namíbia és depredat per Merluccius capensis i Merluccius paradoxus, a la península Ibèrica per Coryphaena hippurus, als Estats Units per Merluccius albidus, a les Filipines per Lagenodelphis hosei i Stenella longirostris i a Austràlia per Hoplostethus atlanticus. També forma part de la dieta de Centroscymnus coelolepis, Galeus melastomus i Allocyttus verrucosus.

## Hàbitat
És un peix marí i d'aigües profundes que viu entre 200-4.700 m de fondària.

## Distribució geogràfica
Es troba a les aigües càlides i temperades de tots els oceans, incloent-hi la Mediterrània occidental.